# Іпсилон Андромеди d
Іпсилон Андромеди d (лат. Upsilon Andromedae d) — відкритий у квітні 1999-го року газовий гігант, що обертається навколо подібної до Сонця зорі υ Андромеди. Відкриття цього небесного тіла зробило названу зорю центром однієї з перших відомих систем, до якої належать кілька екзопланет (після системи пульсара PSR 1257+12).

## Фізичні характеристики
Період обертання 1276,46 ± 0.57 доби (3,5 року), велика піввісь орбіти 2,51 а. о., орбіта витягнута (ексцентриситет — 0,3). Маса екзопланети 10,25 мас Юпітера. Максимальний кут нахилу орбіти до променя зору 155,5°.

## Відкриття
Як і більшість відомих екзопланет, υ Андромеди d була виявлена через вимірювання коливань радіальної швидкості своєї зорі під впливом гравітації планети. Це було зроблено методом доплерівської спектроскопії, шляхом точних обчислювань допплерівського зсуву спектру υ Андромеди. На момент відкриття нового небесного тіла поблизу зорі вже було знайдено знайшли «гарячий Юпітер» Іпсилон Андромеди b, але 1999 року стало зрозуміло що одна-єдина екзопланета не може пояснити криву змін.
У 1999 році астрономи Університету штату в Сан-Франциско та Гарвард-Смітсонівського центру астрофізики незалежно один від одного дійшли висновку, що відомостям найкраще відповідає трипланетна модель. Дві нові планети отримали позначення Іпсилон Андромеди c й Іпсилон Андромеди d.